# آلبرت کوشینگ رید
آلبرت کوشینگ رید (به انگلیسی: Albert Cushing Read) (زاده	۲۹ مارس ۱۸۸۷ - درگذشته	۱۰ اکتبر ۱۹۶۷) دریابان و خلبان نیروی دریایی ایالات متحده آمریکا بود.